# Szirikti-Szuqamuna
Szirikti-Szuqamuna (Širikti-Šuqamuna) – trzeci i ostatni król Babilonii z dynastii z plemienia Bit-Bazi. Według Babilońskiej listy królów A panować miał jedynie przez trzy miesiące. Jego rządy datowane są na rok 985 p.n.e.